# 7500 Сассі
7500 Сассі (7500 Sassi) — астероїд головного поясу, відкритий 3 жовтня 1996 року.
Тіссеранів параметр щодо Юпітера — 3,584.